# Vereinigtes Darhan-Muminggan-Banner

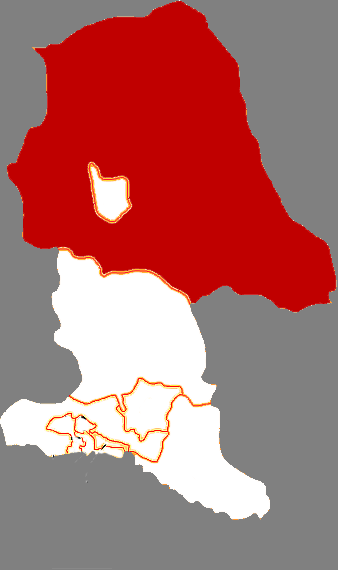
Lage des Vereinigten Darhan-Mumingan-Banners in Baotou

Das Vereinigte Darhan-Muminggan-Banner (chinesisch 达尔罕茂明安联合旗, Pinyin Dá'ěrhǎn Màomíng'ān Liánhé Qí; mongolisch ᠳᠠᠷᠬᠠᠨ ᠮᠤᠤᠮᠢᠩᠭᠠᠨ ᠬᠣᠯᠪᠣᠭᠠᠲᠤ ᠬᠣᠰᠢᠭᠤ Darqan Muumiŋɣan Qolboɣatu qosiɣu) ist ein Banner der bezirksfreien Stadt Baotou im Autonomen Gebiet Innere Mongolei der Volksrepublik China. Das Banner hat eine Fläche von 17.410 km² und 110.000 Einwohner. Sein Hauptort ist die Großgemeinde Bailingmiao (chinesisch 百灵庙镇, Pinyin Bailingmiao zhen). 
Die Stätte der alten Stadt Aolunsumu aus der Zeit der Yuan-Dynastie (chin. Aolunsumu cheng yizhi) steht seit 1996 auf der Liste der Denkmäler der Volksrepublik China (4-56), die ehemalige Stätte des Bailingmiao-Aufstands (chin. Bailingmiao qiyi jiuzhi) von Ende Februar 1936 seit 2006 (6-912).